# Leslie Reginald Cox
Leslie Reginald Cox (22 novembre 1897, Islington - 5 août 1965) est un paléontologue et malacologue britannique,.

## Biographie
Cox est né de parents qui travaillent comme fonctionnaires du service des ingénieurs téléphoniques de la poste. Quand il est encore jeune, la famille déménage à Harringay, où à l'âge de six ans, il commence à fréquenter l'école du comté de South Harringay. En 1909, il entre à la Owen's School d'Islington, l'un des anciens lycées londoniens.
Cox est élu membre de la Royal Society en 1950. Il est élu président de l' Association des géologues de 1954 à 1956 .

## Ouvrages
- La faune du lit de coquille basal de la pierre de Portland, île de Portland. // Actes de la Société d'histoire naturelle et d'archéologie du Dorset, 1925. – Vol. 46.– p. 113-172, pl. 1-5.
- Synopsis des Lamellibranchia et Gastropoda des lits de Portland en Angleterre. Partie I.// Actes de la Société d'histoire naturelle et d'archéologie du Dorset, 1929. – Vol. 50.– p. 131-202.
- Mollusques fossiles du sud de la Perse (Iran) et de l'île de Bahrei. // Mémoires du Geological Survey of India. Palaeontologia indica, 1936. – NS, vol. 22, mém. №2.– ii+69 pp., 8 pls.
- Une étude des mollusques de la série British Great Oolite, principalement une révision nomenclaturale des monographies de Morris et Lycett (1851-1855), Lycett (1836) et Blake (1905-1907). Partie II. // Société paléontographique. Monographies, 1950. – Vol. 105, №449. – p. 49-105. (avec WJ Arkell)
- Fossiles du Crétacé et de l'Éocène de la Gold Coast. // Commission géologique de la Gold Coast. Bulletin, 1952.– №17.– 68 pp., 5 pls.
- Les Pleurotomariidae du Crétacé britannique. // Le Bulletin du British Museum (Histoire naturelle). Géologie, 1960.– p. 385-423, 1 fig., pl. 44-60.
- La faune de mollusques et l'âge probable du Crétacé inférieur de la formation de Nanutarra en Australie occidentale. // Département du développement national. Bureau des ressources minérales, de la géologie et de la géophysique. Bulletin, 1961.– №61.– 53 pp., 1 fig., 7 pls.
- Jurassic Bivalvia et Gastropoda du Tanganyika et du Kenya. // Bulletin du British Museum (Histoire naturelle). Géologie, 1965. – Suppl. 1.– 213 pp., 2 fig., 30 pls.